# Port Clarence (Alaska)
Port Clarence es un lugar designado por el censo ubicado en el Área censal de Nome en el estado estadounidense de Alaska. En el Censo de 2010 tenía una población de 24 habitantes y una densidad poblacional de 0,26 personas por km².

## Geografía
Port Clarence se encuentra en las coordenadas 65°6′33″N 166°45′52″O / 65.10917, -166.76444. Según la Oficina del Censo de los Estados Unidos, Port Clarence tiene una superficie total de 90.71 km², de la cual 88.2 km² corresponden a tierra firme y (2.77%) 2.51 km² es agua.

## Demografía
Según el censo de 2010, había 24 personas residiendo en Port Clarence. La densidad de población era de 0,26 hab./km². De los 24 habitantes, Port Clarence estaba compuesto por el 95.83% blancos, el 4.17% eran afroamericanos, el 0% eran amerindios, el 0% eran asiáticos, el 0% eran isleños del Pacífico, el 0% eran de otras razas y el 0% pertenecían a dos o más razas. Del total de la población el 12.5% eran hispanos o latinos de cualquier raza.